# Olivier Perreau
Olivier Perreau, född 23 juni 1986 i Saulieu, är en fransk ryttare.
Perreau ingick i det franska laget som tog brons vid OS 2024. I finalhoppningen hoppade ekipaget felfritt.